# Как подпалих Втората световна война
„Как подпалих Втората световна война“ (на полски: „Jak rozpętałem drugą wojnę światową“) е полски игрален филм от 1970 година, военна комедия на режисьора Тадеуш Хмелевски по негов собствен сценарий, базиран на романа „Приключенията на канонира Долас“ от Кажимеж Славински.
Премиерата на филма е на 2 април 1970 година в Полша. Филмът се състои от три части: „Ucieczka“ (86 минути), „Za bronią“ (72 минути) и „Wśród swoich“ (73 минути).
Филмът разказва за приключенията на несръчния полски войник Франек Долас, който попада в плен минути след началото на Втората световна война, решавайки той е предизвикал войната. Поредица от комични случайности, постоянно възпрепятстващи желанието му да воюва, го отвежда от германския военнопленнически лагер в Югославия, на кораб в Средиземно море, във френски, британски и италиански военни лагери в Близкия Изток и накрая обратно в Полша в последните дни на войната.

## Актьорски състав
| Актьор              | Роля                                      |
| ------------------- | ----------------------------------------- |
| Мариан Кочиняк      | Франек Доляс                              |
| Леонард Петрашак    | авиатор                                   |
| Станислав Милски    | немски генерал                            |
| Кажимеж Таларчик    | Войдилло                                  |
| Йежи Бльок          | началник                                  |
| Виргилиуш Грин      | Юзек Криска                               |
| Анджей Гавронски    | Хелмут                                    |
| Емил Каревич        | офицер гестапо                            |
| Хенрик Лапински     | Владжьо Вахоцки                           |
| Анджей Хердер       | Ханс                                      |
| Леон Петрашкевич    | Херберт Гулке                             |
| Йежи Рогалски       | Йенджей Гжиб                              |
| Мирослав Шонерт     | жандарм                                   |
| Ярослав Скулски     | полковник от полското посолство в Белград |
| Томаш Заливски      | югославски офицер                         |
| Елжбета Старостецка | певица                                    |
| Йежи Моес           | лейтенант Регулски                        |
| Анджей Крашицки     | капитанът на френския кораб               |
| Войчех Загурски     | Турчин                                    |
| Янина Боронска      | Елжбета                                   |
| Януш Клошински      | съдържателят                              |
| Ян Павел Крук       | моряк                                     |
| Зджислав Кужняр     | Дино Стоядинович                          |
| Юзеф Лодински       | пушач в югославската кораба               |
| Кристина Борович    | управителка на бурдел                     |
| Пьотър Фрончевски   | италиански войник                         |
| Вацлав Ковалски     | Кедрос                                    |
| Ян Швидерски        | капитан на Чуждестранен легион Лето       |
| Кажимеж Рудзки      | капитан Ралф Пикук                        |
| Лех Ордон           | сержант Хопкинс                           |
| Йоанна Йендрика     | Тереса                                    |
| Малгожата Притуляк  | Мирелла                                   |
| Кажимеж Фабишяк     | игумен на манастира                       |
| Конрад Моравски     | Матуля                                    |
| Александер Фогел    | Йожвяк                                    |
| Халина Буйно-Лоза   | Йожвякова                                 |
| Бохдан Вроблевски   | официален на полското посолство в Белград |
| и други             |                                           |

## Продукция
Началните сцени са заснети на гарата в селища Нелестно и Влен. Филмът е заснет в Йеленя Гура, Шклярска Поремба, Сочи, Баку, Сухуми, Гдиня, Долина Явожинка, Згеж.

## Соундтрак
Балада във филма е композирана от Йежи Матушкевич по текст на Анджей Чекалски.

## Награди
| Година | Организатор          | Награда | Категория            | Получатели и номинираните | Резултат |
| ------ | -------------------- | ------- | -------------------- | ------------------------- | -------- |
| 1970   | Любуске Лято Филмове |         | Награда на публиката | Тадеуш Хмелевски          | Победа   |